# Eleições gerais no Equador em 2009
As eleições gerais equatorianas de 2009 foram realizadas em 26 de abril, devido à aprovação em referendo da nova constituição do país, proposta pelo presidente Rafael Correa.
Foram eleitos também os 124 integrantes da Assembleia Nacional (Legislativo), 23 governadores, 221 prefeitos e 1.581 vereadores

## O pleito
O pleito começou às 7h e terminou às 19h. Mais de 44 mil mesas eleitorais foram abertas em todo o país. Ao todo, mais de 10,5 milhões de equatorianos eram esperados a votar.

### Fraudes e troca de acusações
Os principais candidatos que disputam o pleito trocaram acusações e denunciaram supostas fraudes que poderiam comprometer os resultados. O presidente Rafael Correa, disse ter visto nas ruas da capital, militantes políticos trajando roupas que faziam alusão ao partido Sociedade Patriótica, do ex-presidente Lucio Gutiérrez. Contanto, o próprio Gutiérrez, falando de outro lugar da cidade, também relatou que militantes ligados à Correa estariam distribuindo produtos em troca de votos, como lâmpadas que diminuem o consumo de energia elétrica e sacos de adubo para agricultores "Quero convocar à resistência o povo equatoriano e todos os que votaram em Lucio Gutiérrez". Já a candidata Martha Roldós, do partido Rede Ética e Democracia, afirmou,que a votação poderia ser prejudicada por fraudes, e por isso, chegou a aconselhar os eleitores a tirar fotos da cédula e do comprovante de voto.O empresário Álvaro Noboa, por sua vez, disse ter estudos que indicam que ele será o primeiro colocado na votação e disputará o segundo turno com Correa, em 14 de junho. Já Diego Delgado, candidato do Movimento de Integração e Transformação Social, alertou para o risco de fraude em colégios eleitorais situados em áreas remotas, onde segundo ele os meios de comunicação não conseguem garantir sua transparência.
A "presença dominante" do presidente Correa na imprensa prejudicou a equidade da votação, anunciou a missão observadora da União Europeia. Em informe preliminar, a delegação indicou que a eleição "foi bem organizada, num ambiente em grande medida tranquilo, ordenado e entusiasta", expressou o português José Ribeiro e Castro, chefe da missão da UE. "Foram estabelecidas as bases para eleições transparentes (...) mas uma campanha mais igual teria beneficiado o processo", disse o ele.
Em resposta, a Justiça Eleitoral do país reafirmou a transparência do pleito e rejeitou as afirmações. "A vontade cidadã foi manifestada nas urnas no domingo, dia 26. Este é o resultado que será proclamado", garantiu o presidente do Conselho Nacional Eleitoral, Omar Simon.

## Resultados
Contabilizados 77% dos votos, Correa segue a frente com 51,9% dos votos válidos e uma vantagem de 24 pontos sobre seu imediato seguidor, Lucio Gutiérrez (28%).

## Reações
Argentina: Em uma cerimônia em Buenos Aires que assinou o acordo final sobre os limites fronteiriços entre Bolívia e Paraguai, a presidente Cristina Kirchner felicitou Rafael Correa dizendo: "Felicito Correa por seu inobjetável triunfo", disse ela.
 União Europeia: Depois de seis semanas de observação no país, a missão da UE, pela terceira vez em dois anos concluiu, em comunicado, que o "quadro eleitoral melhorou" face aos escrutínios anteriores possibilitando eleições "transparentes". A comissão ainda salientou que as eleições "foram bem organizadas, em circunstâncias desafiantes e com curtos prazos de tempo: cinco eleições diferentes, novas categorias de eleitores e uma recém constituída administração eleitoral".